# Herb gminy Krzeszów
Herb gminy Krzeszów – symbol gminy Krzeszów.

## Wygląd i symbolika
Herb przedstawia na tarczy w polu czerwonym srebrną czterozębną kotwicę, z przewieszoną złotą liną. Jest to historyczny symbol miasta Krzeszów.